# Vicia davisii
Vicia davisii là một loài thực vật có hoa trong họ Đậu. Loài này được Greuter miêu tả khoa học đầu tiên.